# César Antezana/Flavia Lima
César Antezana/Flavia Lima (La Paz, 1979) es una escritora,poeta, gestora cultural y docente boliviana. Es ganadora del Premio Nacional de Poesía Yolanda Bedregal del año 2017.

## Biografía
Es parte de la colectiva trans/cultural Almatroste desde el 2004. A partir de esta iniciativa se formó la editorial artesanal que recibió el mismo nombre y que está activa desde el 2007. Es coorganizadora de la Feria del libro independiente y autogestionadoen la ciudad de La Paz.
Señala entre sus intereses la poesía de Mónica Velásquez, Humberto Quino. También hace referencia a la nueva generación de poetas, entre los que señala a José Villanueva, Joan Villanueva, Jessica Freudenthal, Muriel Buenaventura, Anahí Maya Garvizu, Roberto Oropeza, Inti Villasante, Iris Killa y Edgar Soliz.  
Fue co-organizadora del Festival Sudaka de poesía marica. Cursó la Maestría en Literatura Boliviana y Latinoamericana en la Universidad Mayor de San Andrés de La Paz.  

## Premios y reconocimientos
El año 2017 ganó el Premio Nacional de Poesía Yolanda Bedregal con la obra Masochistics. Con la obra Polímeros cuir ganó el Segundo lugar del Premio Franz Tamayo el 2021.

## Obra
- Zzz…
- El Muestrario de las pequeñas muertes
- Cuerpos imperfectos
- Masochistics. Ganador del Premio Nacional de Poesía Yolanda Bedregal.
- Anjani
- Polímeros cuir